# Delia podagricicauda
Delia podagricicauda är en tvåvingeart som beskrevs av Xue 1997. Delia podagricicauda ingår i släktet Delia och familjen blomsterflugor. Inga underarter finns listade i Catalogue of Life.